# Dag Juf, tot morgen
Dag Juf, tot morgen er en hollandsk tv-serie for børn, som blev vist fra oktober til december i 1995. Serien omhandler en række børn, og deres fritidsliv efter skolen. Serien blev også vist på DR1 i midt-halvfemserne. 
| Fjernsyn | Spire Denne artikel om et tv-program er en spire som bør udbygges. Du er velkommen til at hjælpe Wikipedia ved at udvide den. |